# Kickapoo Site 5
Kickapoo Site 5 – jednostka osadnicza w Stanach Zjednoczonych, w stanie Kansas, w hrabstwie Brown.